# レガネース侯爵ディエゴ・フェリペ・デ・グスマン
『レガネース侯爵ディエゴ・フェリペ・デ・グスマン』（レガネースこうしゃくディエゴ・フェリペ・デ・グスマン、西: Don Diego Mexía, marqués de Leganés、英: Diego Felipe de Guzmán, Marquis of Leganés）は、フランドルのバロック期の巨匠アンソニー・ヴァン・ダイクが1634年ごろ、キャンバス上に油彩で描いた肖像画である。スペインの貴族でフェリペ4世の家臣として活躍したディエゴ・フェリペ・デ・グスマン (初代レガネース侯爵) (1580-1655年) を描いている。画面右下にある目録番号「457」から侯爵自身が所蔵していたことが判明している。作品は1987年に購入されて以来、東京の国立西洋美術館に所蔵されている。

## 作品
レガネース侯爵の母親レオノール・デ・グスマンは、フェリペ4世の宰相を務めたオリバーレス伯公爵ガスパール・デ・グスマン・イ・ピメンテル（Gaspar de Guzmán y Pimentel) の叔母で、レガネース侯爵はオリバーレス伯公爵に重用された。彼は、主に20年以上を過ごしたフランドルで軍人として功績を挙げた。
侯爵は、フェリペ4世の時代のスペインで国王に次ぐ第2の美術コレクションを形成した重要な人物である。ブリュッセルやローマで青年時代を送った経験から、ブリュッセルのアルブレヒト大公 (アルブレヒト・フォン・エスターライヒ) と彼の妻イサベル・クララ・エウヘニアやローマのボルゲーゼ家、マントヴァのゴンザーガ家など当代きっての優れた美術コレクションに触れる機会を持ち、触発された。侯爵自身が築いた美術コレクションには、スペインとイタリアの絵画の他、長い年月を過ごしたフランドルの絵画、とりわけルーベンスの作品が大量に含まれていた。

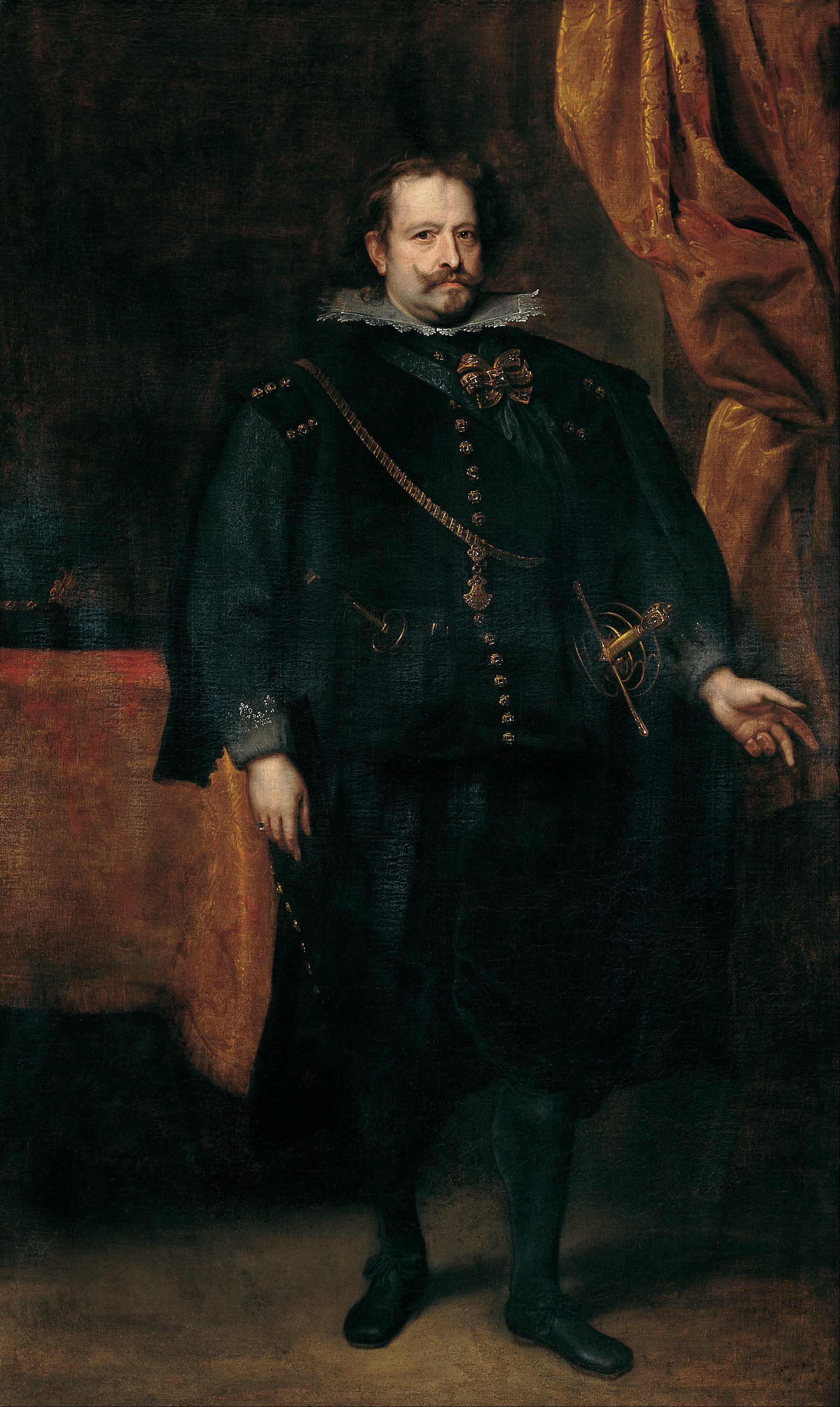
アンソニー・ヴァン・ダイク『レガネース侯爵ディエゴ・フェリペ・デ・グスマン』サンタンデール銀行 (マドリード)

薄暗い室内にえんじ色の垂れ布と同じ色のクロスの掛かった机が置かれ、全身に黒衣を纏ったレガネース侯爵が立っている。ヴァン・ダイクの肖像画としては例外的に地味な作品であり、その形式はディエゴ・ベラスケスなど当時のスペインの宮廷肖像画を想起させる。画家は、そうした伝統に親しんでいたであろうレガネース侯爵の要望に従ったのかもしれない。とはいえ、優雅かつ繊細に理想化された頭部などには、画家ならではの特徴が表されている。
本作は、1634年秋、ヴァン・ダイクがロンドンから一時的に帰国した際、ブリュッセルで描かれたと思われる。侯爵は同年9月のネルトリンゲンの戦いでプロテスタント軍に勝利していることから、戦勝を記念して制作された可能性もある。
なお、マドリードのサンタンデール銀行には、本作とほぼ同じヴァリアントが所蔵されている。比較すると、本作のほうが背景や衣装など副次的な部分の描写が簡略化されており、公的性格が少ない。本作にはまた画家自身の手になると思われる描きなおしの部分が見られることから最初に制作されたのは本作であると思われる。したがって、マドリードのヴァリアントは、侯爵自身のコレクションに由来する本作をもとにした寄贈用の工房作ではないかと推測される。